# Do Gyeong-Dong
Do Gyeong-Dong (en coreano: 도경동; 19 de agosto de 1999) es un deportista surcoreano que compite en esgrima, especialista en la modalidad de sable. Participó en los Juegos Olímpicos de París 2024, obteniendo una medalla de oro en la prueba por equipos.

## Palmarés internacional
| Juegos Olímpicos | Juegos Olímpicos | Juegos Olímpicos | Juegos Olímpicos  |
| Año              | Lugar            | Medalla          | Prueba            |
| ---------------- | ---------------- | ---------------- | ----------------- |
| 2024             | París (Francia)  | Medalla de oro   | Sable por equipos |